# 寺林城
寺林城（てらばやしじょう）は、岩手県花巻市中寺林にあった日本の城。

## 概要
北上川中流左岸の要衝に位置し、東西250メートル、南北250メートルの規模。地名の由来である弘安3年（1280年）創建の光林寺が城内の南側にあり、林を背にした寺の意味であるという。（『八幡村誌』）

## 沿革
築城年代は弘安2年（1279年）。光林寺の縁起によれば、河野伊予守通俊の次男、通重が城主として居住したことに始まるといわれる。
天正18年（1590年）、豊臣秀吉の奥州仕置の際に、浅野六兵衛の陣屋となり、現在、土塁の一部と壕が残っている。
天正20年(1592年)の諸城破却書上には「寺林 平城 破 信直抱　代官 左 平治」とあり、破却された。

## 参考資料
- 『岩手県史 第2巻 中世篇 上』岩手県、1961年3月25日。
- 『岩手県史 第3巻 中世篇 下』岩手県、1961年10月20日。
- 「角川日本地名大辞典」編纂委員会『角川日本地名大辞典3 岩手県』角川書店、1985年。ISBN 4040010302。
- 児玉幸多、坪井清足『日本城郭大系 第2巻 青森・岩手・秋田』新人物往来社、1980年7月15日。